# ۱۰۸۰ درجه اسنوبرد
۱۰۸۰ درجه اسنوبرد (به انگلیسی: 1080° Snowboarding)، (به ژاپنی: テン・エイティ スノーボーディング) در سبک ورزشی، اسنوبرد، توسط شرکت نینتندو ای اِی دی تهیه و توسط کمپانی نینتندو در سال ۱۹۹۸ میلادی در ژاپن،اروپا و آمریکای شمالی منتشر گردید. ده سال بعد و در سال ۲۰۰۸ میلادی نسخه بهبود یافته این بازی برای کنسول مجازی نینتندو و به صورت قابل دانلود در تمام نقاط دنیا منتشر گردید. نسخه کنسول مجازی این بازی قابلیت اجرا در رزولوشون تصویری 480p را دارا بود.
بازیباز می‌تواند از بین ۵ شخصیت قابل بازی، یکی را انتخاب کرده و در نمای سوم شخص در مراحل مختلف بازی نماید. این بازی دارای ۸ مرحله مختلف می‌باشد. این بازی در زمان انتشار بیش از یک میلیون نسخه به فروش رفت و به عنوان بهترین بازی ورزشی سال ۱۹۹۹ از سوی AIAS انتخاب گردید.

## گیم‌پلی
- گیم پلی این بازی در سبک ورزشی و اسنوبرد و به صورت دید سوم شخص می‌باشد. اساس گیم پلی متکی بر مسابقات اسنوبرد است و در کنار آن با انجام فنون و حرکات نمایشی قابلیت‌های تازه‌ای کسب می‌گردد. این بازی دارای ۶ مُد مختلف، دو مدل ترفند، مد تمرینی و آنلاین می‌باشد.
- مُد مسابقه‌ای: در این مد بازیباز با یک حریف مستقیم به رقابت می‌پردازد. کنترل این حریف بر عهده هوش مصنوعی رایانه است.
- مُد زمانی: هدف از این قسمت بدست آوردن بهترین زمان ممکن برای رسیدن به انتهای مسیر می‌باشد.
- مُد ترفند: هدف بدست آوردن بیشترین و بهترین ترفندهای ممکن در مسیر است.
- مسابقه: رقابت بین شرکت کننده‌ها برای رسیدن به پایان مسیر در کمترین زمان ممکن.
- مُد دوبازیکن: رقابت با یک انسان دیگر در بازی.تمرین: کسب مهارت و تمرین در انجام حرکات بازی.[۴]

## مشخصات فنی
نسخه اورجینال این بازی که بر روی کنسول نینتندو ۶۴ بر روی کارتریج و نسخه کنسول مجازی این بازی که در سال ۲۰۰۸ منتشر شد به صورت قابل دانلود از اینترنت بود. نسخه کنسول مجازی این گیم، قابلیت پردازش تصویر با رزولوشن 480p را نیز دارا می‌باشد.